# Hilmer Johansson
Frans Hilmer "Buss-Johansson" Johansson, född 23 mars 1887 i Fullösa församling i Skaraborgs län, död 26 december 1972 i Mölndal, var en svensk direktör och politiker.
Hilmer Johansson gifte sig med Anna Sjöström född 2 juni 1889, i Holmestad, Skaraborgs län. De fick tre barn - Gustav "Gösta" Sandeblad född 20 mars 1913, Per-Olof Sandeblad född 11 augusti 1917 och Anna-Lisa "Aisa" Sandeblad född 26 juni 1919.
År 1925 flyttade familjen från Öfvra Majorsgatan 10 i Göteborg till ovanvåningen i fastigheten Hyacinten vid Toltorpsgatan och kyrkberget i Mölndal. År 1929 flyttade de till Våggatan 5. Den 13 juli 1939 dog deras yngsta son Per-Olof precis efter att ha tagit studentexamen, 20 år gammal. Dödsfallet blev ett hårt slag för familjen och för att bearbeta sorgen började Johansson bygga om huset i Funkis-stil. Makan Anna dog 18 oktober 1968, 79 år gammal.

## Uppväxt
År 1900 gick Hilmer Johansson i fortsättningsskolan i Fullösa. Åren 1901–1907 arbetade han inom jordbruket. Mellan 1907 och 1910 tjänstgjorde han som volontär och senare underbefäl vid Kungliga Göta trängkår i Skövde. Under perioden 1911–1923 arbetade han mest som kusk och åkare, med undantag för 1917 då han var anställd på SKF och 1918–1919 drev han Stampens Agenturaffär.

## Mölndalsbussarnas grundare
Hilmer Johansson var känd som "Buss-Johansson". Mölndal och Mölndalsbussarna blev hans liv. Den 23 maj 1924 bildas "Mölndals Omnibussbolag, Wennergund & Co" med Eric Wikström, Oskar Wennergrund, Hilmer Johansson och Fritz Gustavsson som delägare. Hilmer hade inkallats för att rädda busslinjen mellan Göteborg och Mölndal. Men redan 12 december 1924 såldes det nybildade bolaget till Mölndals Bilomnibus AB, ett annat nybildat bolag med P.O. Wigelius som direktör samt Hilmer Johansson och Fritz Gustavsson som förgrundsgestalter. År 1925 blev Johansson föreståndare, dvs. direktör, för bolaget. Under de kommande 20 åren växte bolaget med flera turer, fler bussar och fler anställda. År 1945 startade far och son "Åby Motorverkstad" med Gösta Sandeblad som verkstadschef – i första hand för att sköta bussarna, men andra var också välkomna för att få sina fordon lagade. För varje år blev Mölndals Bilomibusbolag mer och mer ett familjeföretag där också sonhustrun Anna-Lena (född Karlge) och dottern Aisa deltog. Sonen Gösta fick ta över allt fler uppgifter från sin far.

## Både själslig och kroppslig rening
År 1927 blev Hilmer Johansson medlem i Mölndals Baptistförsamling Betania och 1928 var han med och startade en lokalavdelning av Motorförarnas Helnykterhetsförbund (MHF) i Mölndal. Johansson hade också ett stort intresse för Gunnebo Slott & Trädgårdar. Den 24 januari 1949 deltog han i stadsfullmäktiges och drätselkammarens "enskilda sammanträde" om att köpa in Gunnebo. År 1954 donerade han 2 217,50 kr till insamlingen som kommunalborgmästare Karl Eric Bergquist hade startat för att kunna köpa ett nytt koppartak.

## Politiken
Hilmer Johansson var också folkpartistisk politiker i Mölndals stadsfullmäktige åren 1928–1951 och landstingsman i Bohustinget åren 1947–1952. År 1939 valdes han till drätselkammaren (motsvarar kommunstyrelsen idag) och folkskolestyrelsen. I mars 1951 lämnade han sina lokala uppdrag.